# John Francis Michael Cannon
John Francis Michael Cannon (1930-2008) fue un botánico inglés que ocupó los puestos de asistente director en el Departamento de Botánica, del Museo de Historia Natural de Londres, entre 1978 a 1990.
Estaba casado con su colega Margaret Joy Herbert de Cannon (1928-2002).
- La abreviatura «Cannon» se emplea para indicar a John Francis Michael Cannon como autoridad en la descripción y clasificación científica de los vegetales.[3]

## Algunas publicaciones

### Libros
- john f.m. Cannon, margaret j. Cannon, gretel dalby-Quenet. 1994. Dye plants and dyeing. Ilustró Gretel Dalby-Quenet. Edición ilustrada de Timber Press, 128 pp. ISBN 0881923028

- --------------------------. 1989. The Natural History Museum Wild Flowers in Art Diary 1990. Editor Century Benham, 112 pp. ISBN 0712625348

- margaret j. Cannon, john f.m. Cannon. 1989. Central American Araliaceae: Precursory Study for the Flora Mesoamericana. Edición reimpresa de British Museum, Natural History, 61 pp.

- ------------------------------, --------------------------. 1984. A Revision of the Morinaceae (Magnoliophyta-Dipsacales). Bull. of the British Museum 12 ( 1) (Natural History), 35 pp. ISBN 0565080008

- john f.m. Cannon, e. sampaio Martins. 1981. Araliaceae. Vol. 88 de Flora de Moçambique. Editor Junta de Investigaçoes científicas do Ultramar, Centro de botânica, 14 pp.

- --------------------------, arthur oliver Chater. 1978. An Index of Current Research at British Universities and Research Institutes Relevant to the Taxonomy of British Flowering Plants and Ferns. Editor British Museum, 16 pp.